# Schlacht bei Lutter
Dessau – Lutter – Wolgast
In der Schlacht bei Lutter am Barenberge, etwa 10 Kilometer südwestlich des heutigen Salzgitter, besiegten am 17. Augustjul. / 27. August 1626greg. die Truppen des Kaisers und der Katholischen Liga unter Johann t’Serclaes von Tilly das Heer des Niedersächsischen Kreises  und Dänemarks unter König Christian IV.  In der Folge kam es 1629 zum Separatfrieden von Lübeck, der den dänisch-niedersächsischen Teilkonflikt des Dreißigjährigen Krieges beendete.
Mit rund 40.000 Kämpfern und 4.000 bis 8.000 Toten war die Schlacht bei Lutter, neben der von Sievershausen im Jahr 1553, eine der blutigsten kriegerischen Auseinandersetzungen auf dem Gebiet des heutigen Niedersachsen.

## Vorgeschichte
Der Niedersächsische Reichskreis hatte König Christian IV., der als Herzog von Holstein deutscher Reichsfürst war, zum Feldobristen gewählt. Er sollte das Gebiet gegen die Katholische Liga schützen und die Sache der Protestanten unterstützen. Im Kriegsjahr 1626 plante er in Absprache mit seinem Verbündeten Graf Mansfeld einen Feldzug, der sich zunächst gegen Thüringen und dann gegen Süddeutschland richten sollte. Seine Kriegsziele waren die Befreiung des heutigen Niedersachsens von feindlichen Truppen, die Trennung der kaiserlichen Armeen der Feldherren Tilly und Wallenstein sowie die Säuberung und Besetzung von Hessen. Im Sommer 1626 stand der König mit seinem Heer bei Wolfenbüttel. Um den kaiserlichen Feldherrn Tilly zu vertreiben, zog Christian IV. nach Süden und traf am 16. August bei Northeim auf das kaiserliche Heer.
Tilly erkannte die Übermacht der protestantischen Seite und zog sich nach Nörten-Hardenberg zurück, um auf Verstärkung durch den Feldherrn Albrecht von Wallenstein zu warten. Der war aus der Gegend von Blankenburg im Anmarsch. Christian IV. wollte zunächst Wallensteins Heer vernichten, was aber misslang, da er sich beim Anmarschweg verschätzt hatte. Der Dänenkönig wollte dem Gefecht durch Rückzug zur befestigten Stadt Wolfenbüttel entgehen. Bei der Absetzbewegung wurde Christians Heer heftig angegriffen. Am 25. August 1626 kam es bei der Stauffenburg zu einem Gefecht zwischen Tillys Vorhut und Christians Nachhut. Dabei verloren die Dänen 600 Mann und zwei Geschütze. Schließlich mussten sich die verfolgten Dänen zur offenen Feldschlacht im freien Gelände bei Lutter am Barenberge stellen.

## Schlachtverlauf

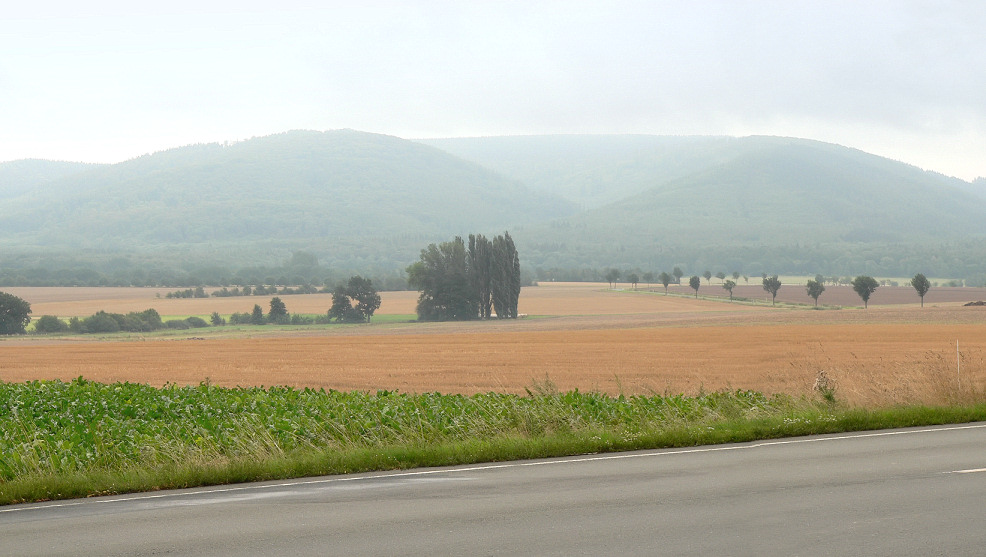
Das Schlachtfeld südwestlich von Lutter am Barenberge im Lutterer Becken, im Hintergrund der Harz

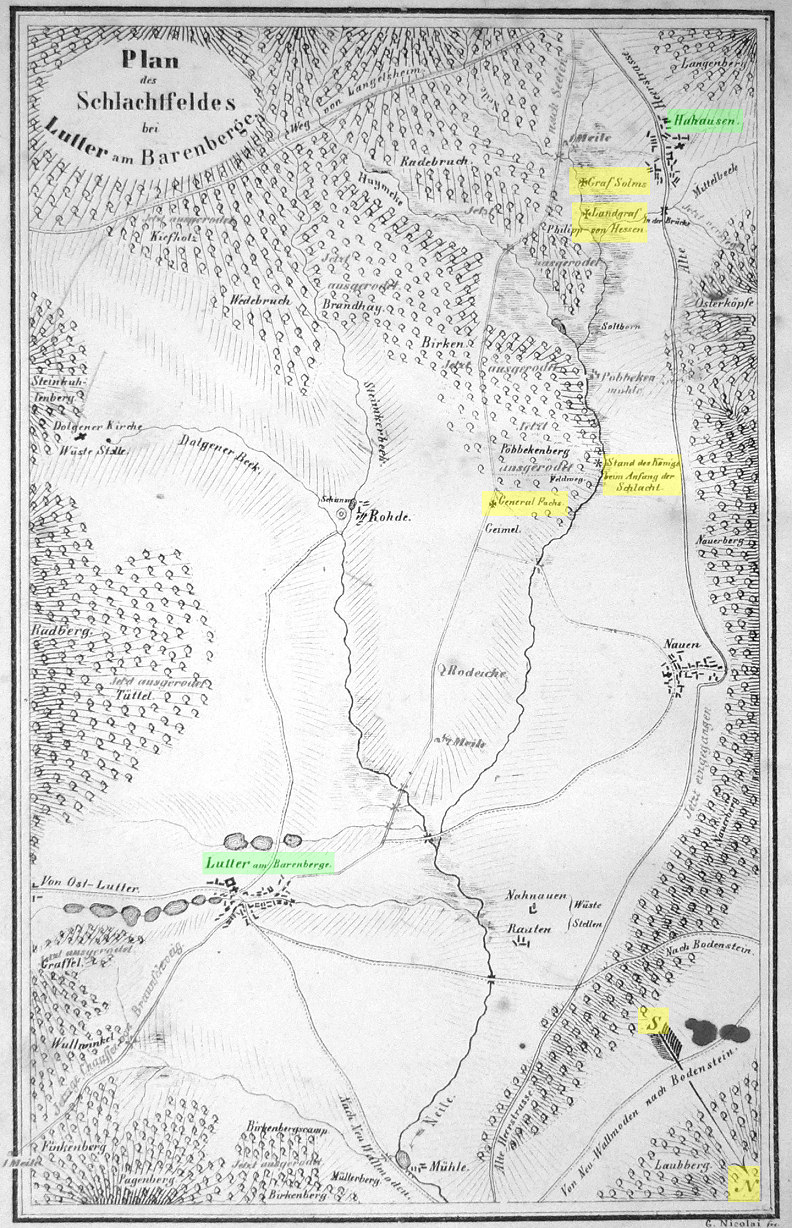
Lageplan des Schlachtfeldes zwischen Lutter und Hahausen, Norden ist unten rechts

Die Schlacht fand am 27. August 1626 in der Ebene des Lutterer Beckens, eines flachen Geländes südwestlich von Lutter am Barenberge, statt. In älteren Überlieferungen wird das Datum des 17. August genannt, was auf den alten, Julianischen Kalender zurückzuführen ist, der in diesem protestantischen Gebiet erst im Jahr 1700 durch die Gregorianische Zeitrechnung abgelöst wurde. Der Kampf begann morgens um 10 Uhr durch einen Angriff von drei schweren Kavallerieregimentern der Kaiserlichen unter Oberst Nikolaus Dufour. Um 11 Uhr eröffnete die kaiserliche Batterie das Feuer und ein weiteres Kavallerieregiment griff die dänische Batterie an. Dem Angriff folgte die Infanterie. Die dänische Batterie und die dänische Reiterei unter dem Befehlshaber der Vorhut von General Hans Philipp Fuchs von Bimbach und dem Oberisten Markwart von Pentz schlugen den Angriff zurück.

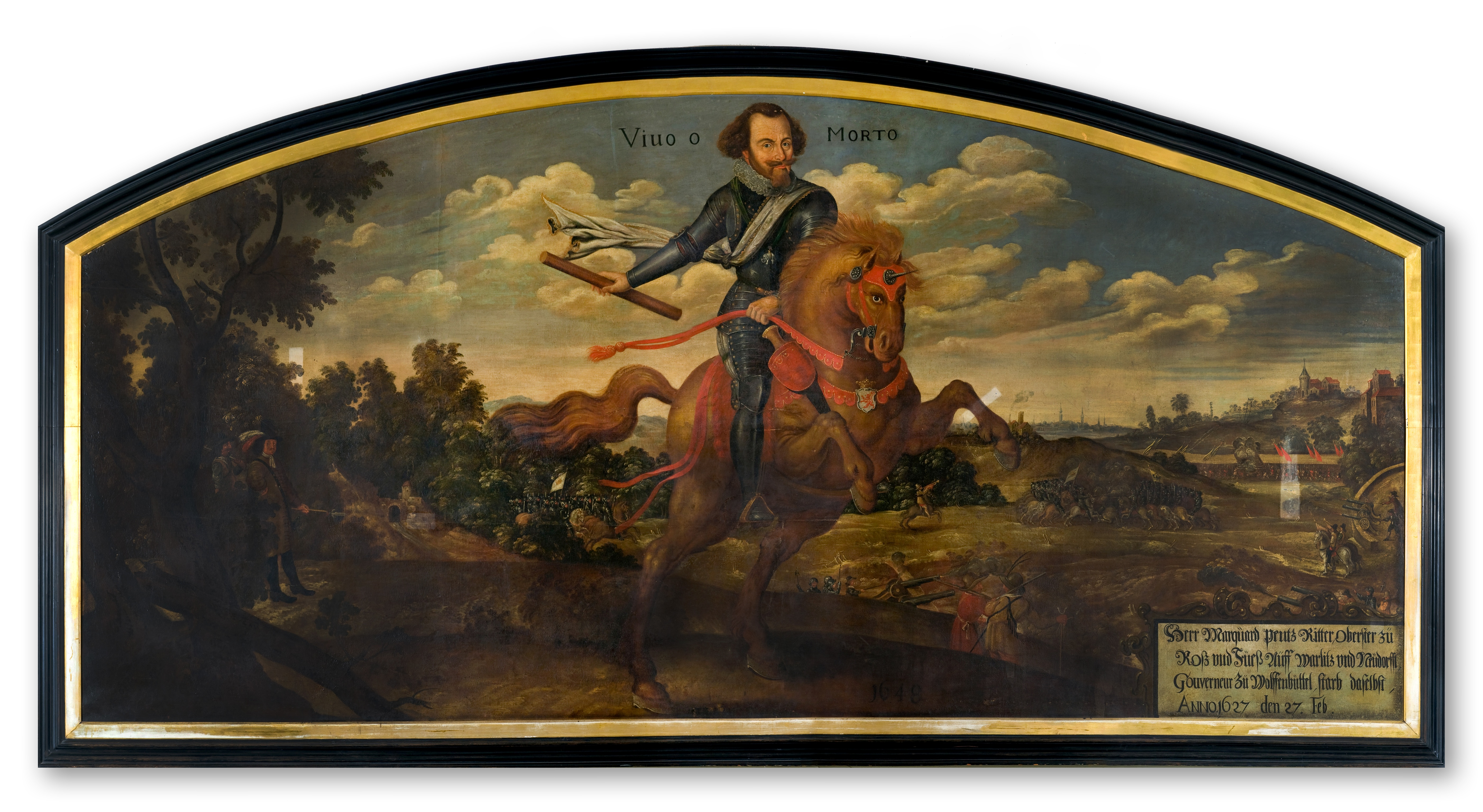
Oberist Markwart von Pentz in der Schlacht bei Lutter, Wand-Gemälde im Rathaus von Glückstadt

Daraufhin starteten die Dänen ihren Gegenangriff zur kaiserlichen Batterie, der durchschlagenden Erfolg hatte. Tilly persönlich hielt seine fliehenden Söldner auf und führte sie nach dem Sammeln wieder an. Er erkannte die Gefahr des Durchbrechens und führte frühzeitig Reserven heran. Als die kaiserliche Reiterei eingriff und im Reitergefecht die dänischen Generäle Graf Solms und Prinz Philipp von Hessen-Kassel fielen, kam es zur Flucht der Dänen. Damit erlitten die Dänen bereits in der ersten Phase der Schlacht eine Niederlage auf ihrem rechten Flügel.
Die zweite Phase spielte sich auf dem linken Flügel der Dänen ab. Hier zog der dänische Oberbefehlshaber König Christian IV. Truppen ab, da er Nachricht vom rückwärtigen Herannahen der Truppen Wallensteins erhalten hatte. In diesem Moment griffen zwei kaiserliche Regimenter an, was die dritte Phase der Schlacht einleitete. Die angeschlagenen Dänen konnten dem Angriff nicht widerstehen und das Heer löste sich in Panik auf. Ein Teil der Infanterie floh in die Burg Lutter im nahen Lutter am Barenberge und richtete sich auf Verteidigung ein. Die Kaiserlichen schlossen den Ort ein und beschossen ihn. Die 2.000 eingeschlossenen Dänen kapitulierten und kamen in Gefangenschaft. Nach gewonnener Schlacht machten Tillys Söldner, vor allem Kroatische Reiter, Jagd auf verwundete und geflüchtete Dänen. Bis in die Nacht dauerte die Verfolgung an, bei der gemäß Tillys Befehl ohne Pardon getötet wurde. Auch die Trosse der Dänen wurden verfolgt und geplündert. Auf dem Schlachtfeld wurden 25 Geschütze (20 Kanonen) erbeutet, die Tilly dem Verwalter des Würzburger Juliusspitals, Hans Kisinger, zur Verwahrung übergab.
In der letzten Phase der Schlacht hatte der Dänenkönig 300 adlige Reiter um sich gesammelt. Mit einem Haufen Reiterei von etwa 50 Männern gelang ihm die Flucht. Er kehrte an seinen Hof in Stade zurück, wo er etwa einen Monat später ankam.

## Verluste

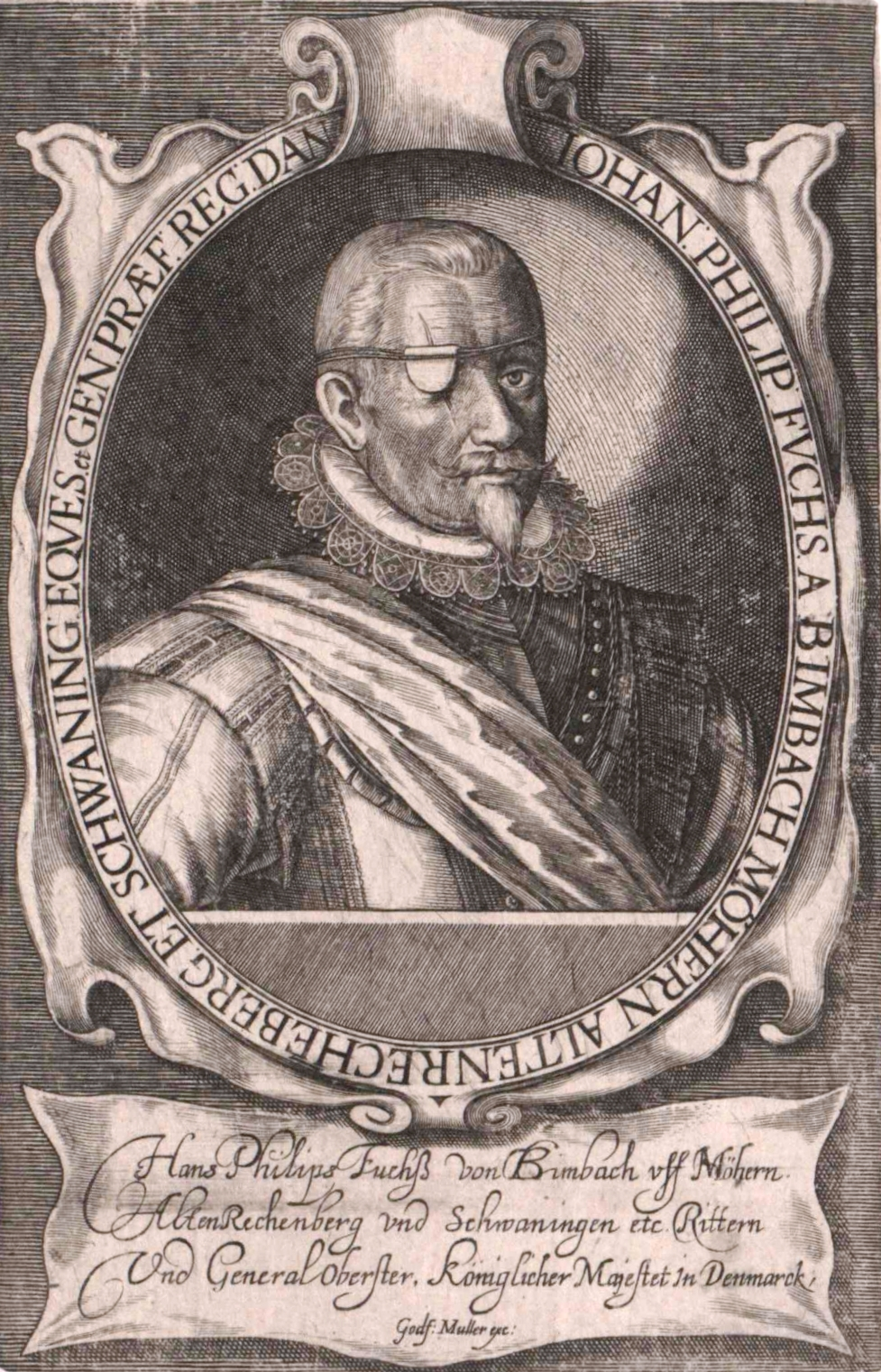
Hans Philipp Fuchs von Bimbach

Nach zeitgenössischer Darstellung hatten die Dänen etwa 4.000 Todesopfer, hauptsächlich Infanteristen, hinnehmen müssen, zudem gerieten 2.500 von ihnen in Gefangenschaft. Zu den Verlusten auf kaiserlicher Seite gehen die Angaben stark auseinander und differieren zwischen 200 und 4.000 Gefallenen. An dänischen Obristen fielen:
- Hans Philipp Fuchs von Bimbach
- Prinz Philipp von Hessen-Kassel, Sohn des Landgrafen Moritz von Hessen-Kassel
- Graf Hermann Adolph von Solms-Hohensolms
- Wolf Heinrich von Wersebe
- Markwart von Pentz verstarb einige Monate nach der Schlacht an den Verletzungsfolgen

## Ergebnis der Schlacht
Die Schlacht bei Lutter war Tillys 18. Sieg, den er laut einem Brief an Kaiser Ferdinand II. für wichtiger erachtete als den bei der Schlacht am Weißen Berg bei Prag. Tilly erhielt für den Sieg Dankes- und Lobschreiben, darunter ein Schreiben von Papst Urban:

„Heil und apostolischen Segen dir. Wer auf diese Weise den Krieg geschickt zu führen weiß, gelangt zu solchen Siegen, wie du sie über die Treulosigkeit der Ketzer gewöhnlich erringest. Auf denn gelieber Sohn, zur Vertilgung der Ketzer...“

Nach der Schlacht bei Lutter gaben bis auf die Herzöge von Mecklenburg sämtliche norddeutsche Fürsten ihre Unterstützung für Christian IV. auf. Die Schlacht leitete bereits früh das allmähliche Ende des Dänisch-Niedersächsischen Kriegs ein. Dieser Teilkrieg des Dreißigjährigen Krieges endete 1629 mit dem Lübecker Frieden.

## Das Schlachtfeld heute

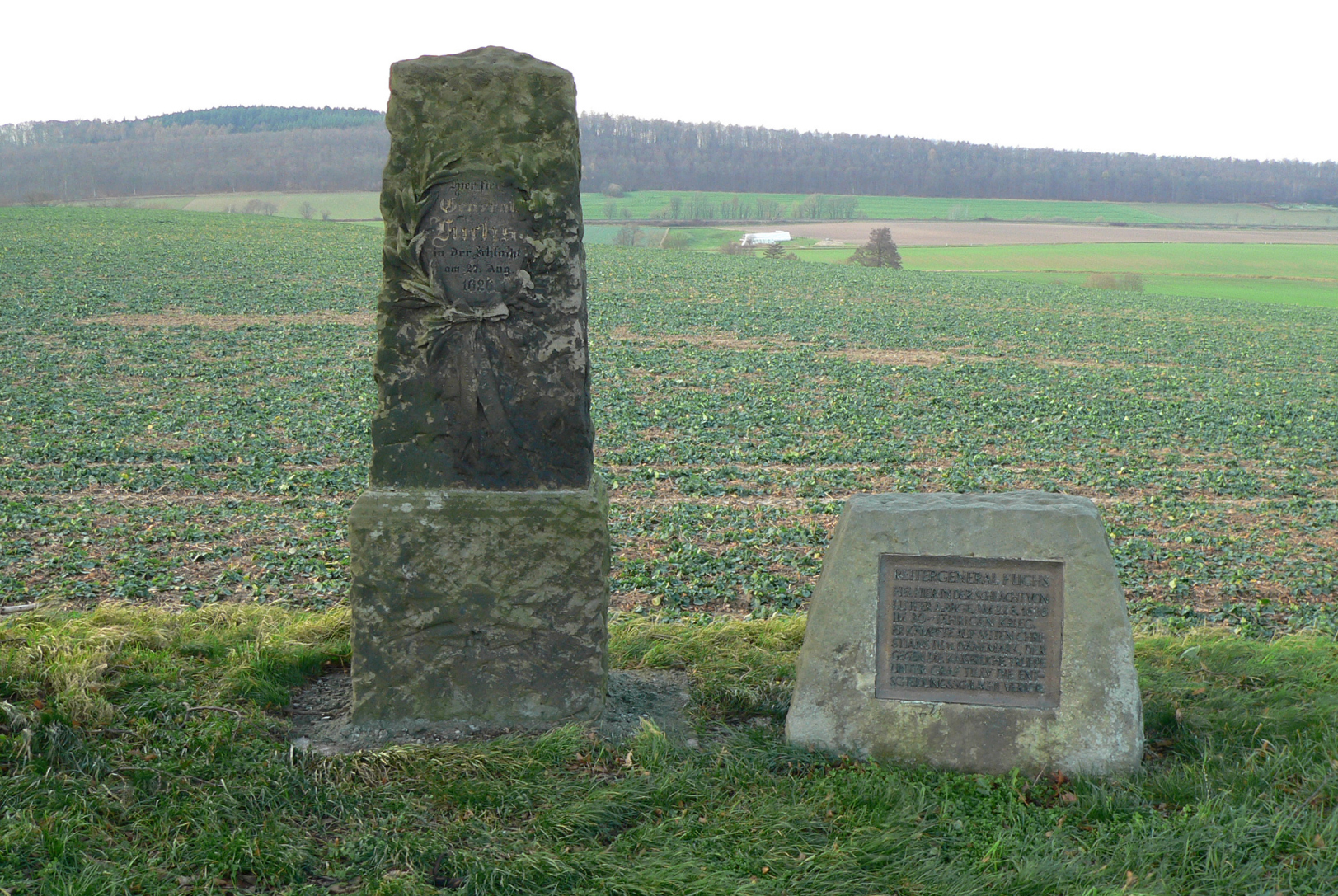
Gedenksteine für Freiherr Fuchs von Bimbach, der in der Schlacht fiel

Am früheren Gelände der Schlacht südwestlich von Lutter finden sich heute an einem Parkplatz an der B 248 zwei Gedenksteine. Sie erinnern an den auf dänischer Seite kommandierenden Obristen Hans Philipp Fuchs von Bimbach, einen fränkischen Reichsritter, der im dortigen Bereich vom Pferd geschossen wurde. Er wurde, seinem Wunsch entsprechend, in der Nähe des Schlachtfeldes begraben. Seine Nachfahren ließen sein Grab bis Ende des 18. Jahrhunderts pflegen. Beim Chausseebau der heutigen B 248 im 19. Jahrhundert wurde sein Grab geöffnet und neben seinem Skelett ein Schwert gefunden.
Der Sage nach sei bei der Schlacht so viel Blut geflossen, dass sich der Ackerboden im Lutterer Becken zu einem roten Blutacker gefärbt habe. Tatsächlich ist die rötliche Bodenfärbung auf den Eisenanteil im Buntsandstein zurückzuführen, der hier am Nordrand des Harzes als Löss vor rund 50.000 Jahren angeweht wurde.
Spurensuche:
Im Jahr 2011 entstand ein Projekt zur Prospektion des Schlachtfeldes mit Metallsuchgeräten. Daran waren das Regionalteam Braunschweig des Niedersächsischen Landesamtes für Denkmalpflege und Angehörige der Interessensgemeinschaft Ostfalensucher als Gruppe archäologisch interessierter Sondengänger beteiligt. Die Gruppe hatte bereits Prospektionen auf ähnlichen Schlachtfeldern, wie der Fundregion Kalkriese, der Schlacht bei Wittstock und am Harzhorn, durchgeführt. Im Lutterer Becken wurde eine Fläche von 8 km² untersucht. Neben Funden aus dem Neolithikum, der Eisenzeit, der Völkerwanderungszeit und dem Mittelalter sowie einem Hortfund mit drei Silbermünzen aus der Zeit vom späten 16. bis zum frühen 17. Jahrhundert und Kleidungs- und Ausrüstungenteilen zeigte sich im Boden ein Schleier von Musketenkugeln. Die Arbeiten wurden 2017 vorübergehend abgeschlossen. Bei der Auswertung wurde zwischen abgeschossenen (verformten) und nicht abgeschossenen Bleikugeln unterschieden. Sie ergab eine starke Fundkonzentrationen abgeschossener Kugeln am Pöbbeckenberg und eine kleinere im Nordwesten vor Nauen, die auf Schwerpunkte der Schlacht deutet. Nicht abgeschossene Kugeln waren gehäuft östlich der B 248 in Richtung Lutter zu finden.